# Abborrtjärnen (Överkalix socken, Norrbotten, 738130-179810)
Abborrtjärnen är en sjö i Överkalix kommun i Norrbotten och ingår i Kalixälvens huvudavrinningsområde. Sjöns area är 0,1 kvadratkilometer och den är belägen 85 meter över havet.